# Mountain Pacific Sports Federation 2016 (pallavolo)
La Mountain Pacific Sports Federation 2016 si è svolta dal 13 gennaio al 23 aprile 2016: al torneo hanno partecipato 12 squadre universitarie statunitensi e la vittoria finale è andata per la sesta volta alla Brigham Young.

## Regolamento
È prevista una stagione regolare che vede le dodici formazioni impegnate nella conference affrontarsi due volte tra loro, per un totale di ventidue incontri ciascuna; parallelamente vengono disputati anche degli incontri extra-conference contro formazioni appartenenti ad altre conference o non affiliate ad alcuna di esse, dando vita a due classifiche separate, una relativa alla MPSF ed una totale.
- Le prime otto classificate nella classifica MPSF accedono al torneo di conference, dove vengono accoppiate col metodo della serpentina e affrontano quarti di finale, semifinali e finale in gara secca;
- La squadra vincitrice del torneo di conference, in virtù della vittoria, ottiene automaticamente il diritto di partecipare alla Final 6 NCAA, mentre le formazioni uscite sconfitte possono essere ripescate sulla base della classifica totale, che assegna attraverso un bye gli ultimi due posti disponibili in Final 6.

## Squadre partecipanti
| Club                        | Città         | Impianto                          | Stagione precedente                            |
| --------------------------- | ------------- | --------------------------------- | ---------------------------------------------- |
| Brigham Young Cougars       | Provo         | Smith Fieldhouse Provo            | 5ª in MPSF                                     |
| California Baptist Lancers  | Riverside     | Van Dyne Gym Riverside            | 11ª in MPSF                                    |
| UC Irvine Anteaters         | Irvine        | Bren Events Center Irvine         | 1ª in MPSF Semifinale in NCAA Division I       |
| UC Los Angeles Bruins       | Los Angeles   | Pauley Pavilion Los Angeles       | 8ª in MPSF                                     |
| UC San Diego Tritons        | San Diego     | RIMAC Arena La Jolla              | 12ª in MPSF                                    |
| UC Santa Barbara Guachos    | Santa Barbara | Robertson Gymnasium Santa Barbara | 6ª in MPSF                                     |
| CSU Long Beach 49ers        | Long Beach    | Walter Pyramid Long Beach         | 7ª in MPSF                                     |
| CSU Northridge Matadors     | Los Angeles   | The Matadome Los Angeles          | 9ª in MPSF                                     |
| Hawaii Rainbow Warriors     | Honolulu      | Stan Sheriff Center Honolulu      | 3ª in MPSF Quarti di finale in NCAA Division I |
| Pepperdine Waves            | Malibù        | Firestone Fieldhouse Malibù       | 2ª in MPSF                                     |
| Southern California Trojans | Los Angeles   | Galen Center Los Angeles          | 4ª in MPSF                                     |
| Stanford Cardinal           | Stanford      | Maples Pavilion Stanford          | 10ª in MPSF                                    |

## Campionato

### Regular season

#### Classifica
| Pos. | Squadra             | Pt   | G  | V  | P  | SV | SP | Ratio | PF | PS | Ratio |
| ---- | ------------------- | ---- | -- | -- | -- | -- | -- | ----- | -- | -- | ----- |
| 1.   | Brigham Young       | .864 | 22 | 19 | 3  | -  | -  | -     | -  | -  | -     |
| 2.   | UC Los Angeles      | .773 | 22 | 17 | 5  | -  | -  | -     | -  | -  | -     |
| 3.   | CSU Long Beach      | .773 | 22 | 17 | 5  | -  | -  | -     | -  | -  | -     |
| 4.   | Stanford            | .773 | 22 | 17 | 5  | -  | -  | -     | -  | -  | -     |
| 5.   | UC Santa Barbara    | .636 | 22 | 14 | 8  | -  | -  | -     | -  | -  | -     |
| 6.   | Pepperdine          | .545 | 22 | 12 | 10 | -  | -  | -     | -  | -  | -     |
| 7.   | Hawaii              | .500 | 22 | 11 | 11 | -  | -  | -     | -  | -  | -     |
| 8.   | UC Irvine           | .318 | 22 | 7  | 15 | -  | -  | -     | -  | -  | -     |
| 9.   | CSU Northridge      | .318 | 22 | 7  | 15 | -  | -  | -     | -  | -  | -     |
| 10.  | California Baptist  | .273 | 22 | 6  | 16 | -  | -  | -     | -  | -  | -     |
| 11.  | Southern California | .227 | 22 | 5  | 17 | -  | -  | -     | -  | -  | -     |
| 12.  | UC San Diego        | .000 | 22 | 0  | 22 | -  | -  | -     | -  | -  | -     |

| Al torneo di conference |

### Torneo di Conference
|  | Quarti di finale | Quarti di finale | Quarti di finale |                |                | Semifinali     | Semifinali | Semifinali |  |  | Finale | Finale        | Finale |
|  |                  |                  |                  |                |                |                |            |            |  |  |        |               |        |
|  | 1                | Brigham Young    | 3                |                |                |                |            |            |  |  |        |               |        |
|  | 8                | UC Irvine        | 0                |                |                |                |            |            |  |  |        |               |        |
|  | 8                | UC Irvine        | 0                |                | 1              | Brigham Young  | 3          |            |  |  |        |               |        |
|  |                  |                  |                  |                | 1              | Brigham Young  | 3          |            |  |  |        |               |        |
|  |                  | 5                | UC Santa Barbara | 2              |                |                |            |            |  |  |        |               |        |
|  | 4                | 5                | UC Santa Barbara | 2              | Stanford       | 2              |            |            |  |  |        |               |        |
|  | 4                |                  |                  |                | Stanford       | 2              |            |            |  |  |        |               |        |
|  | 5                | UC Santa Barbara | 3                |                |                |                |            |            |  |  |        |               |        |
|  |                  |                  |                  |                |                |                |            |            |  |  | 1      | Brigham Young | 3      |
|  |                  |                  | 2                | UC Los Angeles | 1              |                |            |            |  |  |        |               |        |
|  | 2                | UC Los Angeles   | 3                |                |                |                |            |            |  |  |        |               |        |
|  | 7                | Hawaii           | 1                |                |                |                |            |            |  |  |        |               |        |
|  | 7                | Hawaii           | 1                |                | 2              | UC Los Angeles | 3          |            |  |  |        |               |        |
|  |                  |                  |                  |                | 2              | UC Los Angeles | 3          |            |  |  |        |               |        |
|  |                  | 4                | CSU Long Beach   | 0              |                |                |            |            |  |  |        |               |        |
|  | 3                | 4                | CSU Long Beach   | 0              | CSU Long Beach | 3              |            |            |  |  |        |               |        |
|  | 3                |                  |                  |                | CSU Long Beach | 3              |            |            |  |  |        |               |        |
|  | 6                | Pepperdine       | 0                |                |                |                |            |            |  |  |        |               |        |

## Premi individuali
| Premio               | Giocatrice        | Squadra          |
| -------------------- | ----------------- | ---------------- |
| MVP                  | Benjamin Patch    | Brigham Young    |
| All-Tournament Team  | Benjamin Patch    | Brigham Young    |
| All-Tournament Team  | Brenden Sander    | Brigham Young    |
| All-Tournament Team  | Leo Durkin        | Brigham Young    |
| All-Tournament Team  | Jacob Arnitz      | UC Los Angeles   |
| All-Tournament Team  | Micah Maʻa        | UC Los Angeles   |
| All-Tournament Team  | Kyle Ensing       | CSU Long Beach   |
| All-Tournament Team  | Ryan Hardy        | UC Santa Barbara |
| Player of the Year   | James Shaw        | Stanford         |
| Freshman of the Year | Torey DeFalco     | CSU Long Beach   |
| Coach of the Year    | Shawn Olmstead    | Brigham Young    |
| All-MPSF First Team  | James Shaw        | Stanford         |
| All-MPSF First Team  | Jonah Seif        | UC Santa Barbara |
| All-MPSF First Team  | Benjamin Patch    | Brigham Young    |
| All-MPSF First Team  | Matthew Tarantino | Pepperdine       |
| All-MPSF First Team  | Torey DeFalco     | CSU Long Beach   |
| All-MPSF First Team  | Brenden Sander    | Brigham Young    |
| All-MPSF First Team  | Micah Maʻa        | UC Los Angeles   |
| All-MPSF First Team  | Jake Langlois     | Brigham Young    |
| All-MPSF First Team  | Jacob Arnitz      | UC Los Angeles   |
| All-MPSF First Team  | Siniša Žarković   | Hawaii           |
| All-MPSF First Team  | Conrad Kaminski   | Stanford         |
| All-MPSF First Team  | Taylor Gregory    | CSU Long Beach   |
| All-MPSF Second Team | Joshua Tuaniga    | CSU Long Beach   |
| All-MPSF Second Team | Leo Durkin        | Brigham Young    |
| All-MPSF Second Team | Matt Marsh        | UC Santa Barbara |
| All-MPSF Second Team | Kyle Ensing       | CSU Long Beach   |
| All-MPSF Second Team | Madison Hayden    | Stanford         |
| All-MPSF Second Team | David Wieczorek   | Pepperdine       |
| All-MPSF Second Team | Mitchell Stahl    | UC Los Angeles   |
| All-MPSF Second Team | Price Jarman      | Brigham Young    |
| All-MPSF Second Team | Thomas Carmody    | Pepperdine       |
| All-MPSF Second Team | Jason Agopian     | UC Irvine        |
| All-MPSF Second Team | Evan Enriques     | Stanford         |
| All-MPSF Second Team | Kolby Kanetake    | Hawaii           |
| All-Freshman Team    | Torey DeFalco     | CSU Long Beach   |
| All-Freshman Team    | Micah Maʻa        | UC Los Angeles   |
| All-Freshman Team    | Joshua Tuaniga    | CSU Long Beach   |
| All-Freshman Team    | David Wieczorek   | Pepperdine       |
| All-Freshman Team    | Kyle Ensing       | CSU Long Beach   |
| All-Freshman Team    | Henri Cherry      | UC Santa Barbara |
| All-Freshman Team    | Stijn van Tilburg | Hawaii           |

## Verdetti
| Squadra        | Qualificazione  |
| -------------- | --------------- |
| Brigham Young  | NCAA Division I |
| UC Los Angeles | NCAA Division I |
| CSU Long Beach | NCAA Division I |